# Beaker (Muppet)
Beaker es un personaje de The Muppets, creado por Jim Henson. Él es el tímido ayudante de laboratorio del Dr. Bunsen Honeydew. Su nombre está inspirado en el instrumento de laboratorio del mismo nombre.
Beaker tiene ojos saltones, un pelo rojo, y una boca puente levadizo. 
Beaker es un imán para la desgracia; sus apariciones suelen implicar él que era volado, electrocutado, comido por los grandes monstruos, o perder partes del cuerpo. Beaker se comunica en un chillido nervioso agudo que suena como "mee mee-mee-mee". En los libros y la mercancía, el sonido se escribe "Meep". En The Muppet Movie apareció para decir algo que no sea "mee" o "bip". Su tono de voz o expresión ayuda a comunicar su significado. "Meep" y " mee" se pronuncian para rimar con "beep" y "bee", respectivamente.

## Apariciones
Beaker se convirtió rápidamente en un favorito entre el público, que tanto simpatizaban y disfrutaba riéndose de sus sufrimientos humorísticos. De vez en cuando, Beaker fue capaz de tomar venganza, en particular un segmento en el que sin querer hizo varias copias de sí mismo y se pasó el resto del episodio persiguiendo Dr. Honeydew alrededor del teatro. En el especial de TV 2008, A Muppets Christmas : Cartas a Santa Claus, Beaker es aún más afortunado cuando prueba una máquina de deseo y se pone a la compañía de modelo Petra Nemcova, y no sólo se niega la orden de Honeydew enviarla de vuelta, pero luego también con éxito teletransporta lejos con ella para disfrutar al parecer su primer deseo para el resto de la historia...
Beaker también ha aparecido como intérprete musical, increíblemente cantando "Danny Boy" y "Carol of the Bells" con el chef sueco y de los animales, y " Sentimientos " en solitario. También cantó "Oda a la Alegría" con sus clones que fueron formados accidentalmente por máquina copiadora de Honeydew y Beaker también ha realizado "Habanera ( aria )" con el chef sueco, y de los animales, en el que Chef Sueco parece tragarse a Beaker en al final, se mantiene la tradición de percances cómicos de Vaso. El rendimiento de "Danny Boy" fue marcada por el canto del chef en su galimatías de marcas y la incapacidad del animal para recordar cualquier cosa menos las tres primeras palabras. Para " Sentimientos " Animal tuvo que callar a la multitud cada vez más rebelde (que abusó de los Muppets a lo largo del episodio) por lo Beaker pudo terminar : "QUIET!!...Thank you.. " En la película de 2011 The Muppets, Beaker cantó una versión a capela de comedia de Nirvana "Smells Like Teen Spirit", como parte de un cuarteto de barbería con Sam el águila, Rowlf el perro y Link Hogthrob. Debido a la designación de la franquicia de los Muppets como para público familiar de Disney, Beaker se le dio un papel crucial reemplazar líneas más cuestionables de la canción como "mulato " y "mi libido " con " mee -mee -mee - mo ".
Los dos científicos fueron más tarde incorporados en la serie animada Muppet Babies. Howie Mandel (durante las primeras temporadas) y Dave Coulier expresaron Bunsen, y Frank Welker siempre meeps chirriantes del cubilete. Beaker fue realizada por Kevin Clash en The Muppet Show en vivo. Un vaso de animación también fue expresado por Richard Hunt, su intérprete habitual en ese período, cuando apareció en la serie de Little Monsters Muppets corta duración.